# ولسوالی لعل و سرجنگل
لعل و سرجنگل یکی از ولسوالی‌های ولایت غور در افغانستان است که در شرق چخچران و در فاصله ۵۷ مایلی غرب پنجاب واقع است.
این ولسوالی حداقل متشکل از هشتصد روستا است. جمعیت آن در سال ۲۰۱۳ (میلادی) ۲۵۰٬۰۰۰ نفر اعلام شده بود؛ و در سال ۲۰۱۹ (میلادی) به اساس سروی از طرف وزارت احیا و انکشاف دهات جمعیت ۳۳۶٬۵۰۰ نفر اعلام شد. لعل و سرجنگل یکی از پرجمعیت‌ترین ولسوالی‌های ولایت غور است که تقریباً ۴۵٪ نفوس این ولایت را تشکیل می‌دهد.
ولسوالی لعل و سرجنگل به مرکزیت لعل متشکل از چند ده بزرگ شامل (کرمان، گرماب، سنگ زرد، جوقل، سیاه سنگ جلسو، تلخک، دهپتاب، مرکز لعل، دیلک و سنگشانده) می‌باشد.

## جغرافیا
لعل و سرجنگل با ولسوالی‌های مرغاب و دولت‌یار ،یکاولنگ پنجاب ولایت بامیان سنگ تخت ولایت دایکندی مرز مشترک دارد.

### آب و هوا
این منطقه دارای آب وهوای سرد در فصل خزان و بسیار سرد در زمستان و آب وهوای معتدل در فصل تابستان را دارا می‌باشد در فصل زمستان برف آن تا ارتفاع بیش از یک متر می‌رسد، نداشتن کلینیک‌های صحی و آب وهوای برفی در فصل زمستان و قطع راهای مواصلاتی در این فصل مشکلات مردم را چند برابر می‌کند.
یکی از مشکلات مهم مردم در ولسوالی لعل و سرجنگل، زمستان‌های طاقت فرسا و بهارهای سیل آسا می‌باشد
در برخی نقاط این ولسوالی به گونه‌ای است که در زمستان درختان از سردی می‌ترکند – در تابستان حاصلات به ثمر نمی‌رسند و در نیمه خزان حاصلات جو و گندم خرمن می‌شوند. از نیمه شب که همه خرمن‌های گندم یخ می‌بندند کوبیده می‌شوند، یعنی خرمن‌ها خشک نمی‌شوند – بلکه یخ کوب می‌شوند. رنج و زحمت مردان و زنان در فصل کار تابستان دیدن می‌خواهد. بنا به گفته مردم محلی در سالهای اخیر هوای برخی مناطق این ولسوالی مقداری گرمتر از دهه‌های گذشته شده‌است

### هریرود
هریرود از ارتفاعات تقریباً ۴۰۰۰ متری لعل و سرجنگل در ولایت غور سرچشمه می‌گیرد. واژه هرَی از زبان ایرانی باستان هَرَیو آمده که به معنی «پُرشتاب» است
دو شاخهٔ آغازین هریرود که در ناحیهٔ شینیهٔ ولسوالی دولت‌یار ولایت غور یک‌جا می‌شود، یکی از «لعل» و دیگری از «سرجنگل» می‌آید. آب «لعل» از درهٔ طولانی «کِشرَو» می‌گذرد و آب «سرجنگل» دشت دولت‌یار را پوشش می‌دهد. هریرود که از سرچشمه تا مرز ایران ۵۶۰ کیلومتر طول دارد، از فیروزکوه مرکز ولایت غور، منار جام، بندسلما، چشت شریف و دشت‌های پهناور هرات عبور می‌کند، خشک‌سالی‌های پی‌درپی و تغییرات اقلیمی اخیر، هریرود را متأثر کرده‌است

### معادن
معدن زغال‌سنگ کرمان که ذخایر آن به سه میلیون تُن می‌رسد و دارای جنسیت عالی بوده انرژی حرارتی آن زیاد فیصدی کاربن آن بلند می‌باشد.
ذخایر سرب و آهن در منطقه سرجنگل وجود دارد.

### حیوانات
در ولسوالی لعل وسرجنگل حیوانات زیاد از قبیل خرگوش، سمور، کفتار، آهو، گرگ، روبا، پشک کوهی، شغال، سنجاب، انواع مار و غیره یافت می‌شود.

### مکان‌های دیدنی
لعل وسرجنگل دارای طبیعت زیبا و دیدنی است که سالانه حدود هزار نفر بازدید کننده دارد. مناطق دیدنی لعل وسرجنگل در ذکر شده‌است.
بوم قره باغی و مزار جوقل و مزار سیاه و مزار سرپخک به نام مازار بند در سرپشبند جوقل واقع کوتل بندآخو یک دره زیبا و تفریحی واقع در جنوب لعل است که هرسال مردم لعل وسرجنگل و بیرون از لعل وسرجنگل به آنجا تفریح می‌روند.
دریای هریرود که یک دریای زیبا واقع در لعل و سرجنگل است نیز انسان‌های زیادی به تماشای آن می‌پردازد.
مزار خواجه‌جوش که در کنار آن حفره عمیق آب واقع است نیز بازدید کننده گان را به خود جذب می‌کند.

## حکومت

### وضعیت امنیتی
قبل از تسلط گروه طالبان در افغانستان طالبان بارها با فرستادن نامه و بعضاً اعلامیه تهدید آمیز، خواهان تسلیم شدن مردم به این گروه شده بودند. لعل و سرجنگل از ولسوالی‌های امن و آرام ولایت غور است و طی سال‌ها طالبان نتوانستند به این ولسوالی نفوذ کنند که بالاخره در ۱۱ اوت ۲۰۲۱ ۴ روز قبل از تسلط طالبان بر افغانستان توسط این گروه به تصرف درآمد.

## اقتصاد
ولسوالی لعل و سری جنگل یکی از ولسوالی‌های محروم افغانستان به‌شمار می‌رود تا هنوز جاده‌های آسفالته در این ولسوالی وجود نداشته اکثریت مردم آن به کشاورزی و دامداری اشتغال دارند حاصلات مهم کشاورزی آن جو، گندم، نخود، لوبیا، کچالو، زردک، شلغم وغیره… می‌باشند
علیرغم وجود ظرفیت انسانی کلان در ولسوالی لعل و سرجنگل، این ولسوالی از محروم‌ترین مناطق غور و افغانستان به حساب می‌آید.
در این ولسوالی یک کارخانه تولیدی مایع ظرفشویی، یک فارم گاو و چندین فارم مرغ فعالیت دارد. که از جمله می‌توان از فارم مرغداری لعل باستان نام برد.

## علم و دانش
بر اساس آمار اعلام شده از سوی ادارات محلی در غور، در تمام ولسوالی لعل و سرجنگل، بیش از چهل و پنج هزار شاگرد در آن، در حال تحصیل هستند. از این میان، حدود ۲۲ هزار نفر از شاگردان مکاتب، از قشر بانوان می‌باشند که در نوع خود، کم‌نظیر است. از مجموع مکاتب فعال در ولسوالی لعل و سرجنگل، فقط ۲۸ مکتب دارای تعمیر بوده و بقیه مکاتب، کلاسهای خود را در کنار خانه‌های مخروبه یا زیر چادر برگزار می‌کنند.
در این ولسوالی چندین کتابخانه وجود دارد که از جمله می‌توان از کتابخانه دهکده، کتابخانه شهید مدینه لعلی، کتابخانه لعل وسرجنگل، کتابخانه گرماب و غیره نام برد. یک مکتب خصوصی بنام لیسه رهنورد نور در این ولسوالی فعالیت دارد که دارای ۶۰۰ شاگرد شامل ۲۷۵ دختر می‌باشد.
دو انستیتیوت (انستیتیوت منار جام و انستیتیوت زارعت) و چندین مراکز آموزشی (کورس) نیز در این ولسوالی فعالیت دارد.

## مردم
مردم این ولسوالی عموماً از اقوام هزاره و سادات می‌باشند که به زبان فارسی با گویش‌های دری و هزارگی صحبت می‌کنند

### دین و مذهب
ولسوالی لعل و سرجنگل یک منطقه تماماً شیعه نشین در ولایت غور محسوب می‌شود. در برخی از کتابها اینگونه آمده که مردم غور، اولین افرادی بودند که در افغانستان به آیین اسلام مشرف شدند و چون فتح غور، در زمان خلافت علی ابن ابی‌طالب صورت گرفت، اسلام آوردن مردم غور، با شیعه شدن آنها به‌طور همزمان صورت پذیرفته‌است

## تاریخ اولیه
تاریخ اولیه این ولسوالی در افسانه‌ها و فولکلور از جمله داستان‌هایی که چگونه هزاره‌های جنوبی کنترل این استان ایماق نشین را به دست گرفتند، مبهم است. اما مناطقی که امروزه به نام لعل، سرجنگل و کرمان شناخته می‌شوند در کتاب‌های تاریخی ثبت شده‌اند. غبار لعل و کرمان را چراگاه اسب‌های ارتش مغول تحت فرمان چنگیز خان فاتح بزرگ می‌داند.
به‌طور سنتی، در جامعه فئودالی هزاره قبل از کشتار هزاره‌ها در سال‌های ۱۸۸۰–۱۸۹۰، لعل و سرجنگل بخشی از منطقه دایزنگی بزرگ بود که در بخش‌هایی توسط رؤسای فئودال معروف به میر و بیگ اداره می‌شد. چرای کشور از نظر تاریخی ثابت کرده بود که برای نگهداری ارتش‌های بزرگ توسط میرها مفید است. از میرهای برجسته دوران قدیم می‌توان به نوروز بیگ و یوسف بیگ اشاره کرد که در فولکلور محلی از احترام قابل توجهی برخوردارند.

## قرن ۲۰
در دوره ای که پس از نسل‌کشی عبدالرحمن و شکست دولت در پی ترور نادرخان، نخبگان هزاره و شیعه با دولت کابل به توافق رسیدند. فرمانداران ولسوالی‌ها تقریباً همیشه پشتون‌ها توسط دولت مرکزی منصوب می‌شدند که مانند اکثر مناطق کشور با کمک ارباب‌های منصوب از سوی دولت منطقه را اداره می‌کردند. در این دوره، این ناحیه بر ظهور بسیاری از روسای فئودال که به سیاستمداران تبدیل شده بودند نظارت داشت. این دوره برای شیعیان و هزاره‌ها دوران سختی بود، اما مردم لعل با تلاش و فداکاری از این مرحله جان سالم به در بردند و تا دهه ۱۹۷۰ این ولسوالی در جامعه شیعه و هزاره به دلیل تعداد زیادی از روشنفکران، فارغ التحصیلان دانشگاه و شخصیت‌های برجسته شهرت داشت.
از چهره‌های برجسته این دوره می‌توان به خادم حسین بیگ نماینده مجلس، حاجی سرور و حاجی سید اکبر اشاره کرد. به همین ترتیب، نام‌هایی مانند کلبی رضا بیگ، سید نصیر لعلی، میرمحمد امیر بیگ، ارباب نادرشاه و دیگر رهبران محلی، از سیاستمداران برجسته محلی و مورد احترام مردم بودند. نخبگان لعل به دلیل تقوا و درک نیازهای مردم به خوبی قابل احترام هستند.

## کمونیسم و نخبگان تحصیل کرده لعلی
لعل سرجنگل درست قبل از انقلابی که در سال ۱۹۷۸ رخ داد، جامعه ای پر جنب و جوش و در حال تغییر و مترقی بود. نخبگان تحصیل کرده ولسوالی با این حال عموماً توسط رژیم کمونیستی نورمحمد تره کی و حفیظ الله امین، عمدتاً به اتهام مائوئیست بودن، قتل‌عام شدند. از رهبران برجسته دانشجویی این ولسوالی می‌توان به عزیز طغیان و محمد رنجبر اشاره کرد.
از سوی دیگر، اعضای حزب دموکراتیک خلق از لعل و سرجنگل نیز برجسته و بسیار موفق بودند. اولین ولسوال لعل سرجنگل از جمعیت هزاره محلی عوض علی بود که بعداً توسط اعضای گروه مجاهدین به قتل رسید. دوره ظهور حزب دموکراتیک خلق افغانستان تعدادی از جوانان لعل را نیز تربیت کرد که بعداً در دولت افغانستان مناصب مهمی گرفتند. نام‌هایی مانند جنرال مراد علی مراد فرمانده نیروی زمینی افغانستان و محمد حسین غرجستانی رئیس دفتر معاونت ریاست جمهوری بخشی از تعداد زیادی از افسران و کادرهای این ولایت هستند.

## احزاب در دهه هفتاد
لعل و سرجنگل از سال ۱۹۷۹ تا ۲۰۰۱ توسط سازمان‌های جهادی نوظهور کنترل می‌شد.
حزب وحدت با مبارزات سید عبدالحمید سجادی شکل گرفت. اولین کنوانسیون وحدت توسط رهبران مقاومت هزاره در لعل به شمول محمد محقق که نماینده هزاره‌های شمالی به رهبری عبدالعلی مزاری بود امضا شد.
اما اکثر میرهای دایزنگی به حزب اسلامی گلبدین حکمتیار پیوستند؛ به شمول خلف کلبی رضا بیگ مانند: خلیفه انور، علی حسین بیگ، بصیر بیگ، علی حسن بیگ، حسین پسر حاجی علی جان بیگ، همای خادم بیگ، تیمور بیگ، میر احمد بیگ، محمد امیر پسر میر عالی، اکبر بیگ شادمان، انجنیر حسین بیگ سعیدی و …
- حاجی سرور بیگ خیلی‌ها: خلیفه حسن بیگ، ناصر بیگ، محمد حسین بیگ، غلام بیگ، حاجی مربی بیگ صاحب منصب امینت ملی در دوره جمهوریت، رجب بیگ، اکرم بیگ، انور بیگ و …
- حیدر بیگ خیلی‌ها شامل: غلام حیدر بیگ مهدوی، ابراهیم بیگ، عزیز بیگ، حسین علی بیگ، امیر بیگ، و دها تن دیگر همه در زمان سازمان نصر و به تعقیب آن حزب وحدت، به حزب اسلامی حکمتیار پیوستند که فرماندهی آنرا در ولسوالی لعل و سرجنگل سید نادر شاه مجاهد به عده داشت.
بعد از ۲۰۰۱ لعل هرگز به دست طالبان نیفتاد. با سقوط طالبان، رقابت‌های قدیمی دو جناح حزب وحدت یعنی اکبری و خلیلی همچنان در این ولسوالی وجود داشت.

## صحت عامه
در ولسوالی لعل و سرجنگل ۱۱ مرکز صحی وجود دارد. شامل مرکز صحی ولسوالی لعل، سفید آب، دایمیرداد، خم شور، قلعه پچی، کرمان، تلخک و گرماب، مرکز صحی غیغانچه، مرکز صحی جمعیت هلال احمر افغانستان در دره تلخک می‌باشد. و کلینیک بهداشتی ویژه LEPCO برای درمان بیماران سل و جذام. تمام مراکز صحی توسط وزارت صحت عامه از طریق تطبیق سازمان‌های غیردولتی افغان که خدمات صحی ضعیفی را ارائه می‌کنند، تمویل می‌شوند، به استثنای کلینیک‌های ARCS و LAPCO که توسط سازمان‌های ملی و بین‌المللی تمویل می‌شوند. اقبال پزشکان، متخصصان، متخصصین زنان و زایمان و تکنسین‌های پزشکی واجد شرایط، چالش بزرگی برای ارائه خدمات بهداشتی به جامعه است. کیفیت نامناسب سرک، انزوای ولسوالی از مرکز و مرکز ولایت، کادر صحی فاقد صلاحیت، عدم آموزش مناسب برای کادر موجود و عدم علاقه کادر پزشکی برای کار از خارج از لعل و سرجنگل بر چالش‌ها می‌افزاید. و مشکلات سلامتی میزان مرگ و میر مادران و کودکان در این استان به دلیل نبود سلامت مناسب مادران، خودروهای پس از زایمان و ضد زایمان، بد بودن جاده‌ها مشکل دسترسی آسان به مراکز بهداشتی و همچنین پایین بودن دانش کادر بهداشتی موجود را ایجاد می‌کند. عفونت‌های حاد تنفسی و سایر بیماری‌های تنفسی در فصل زمستان و کاسترو آنتریت حاد در تابستان به دلیل عدم دسترسی به آب آشامیدنی تمیز شایع است. برخی بیماری‌ها مانند عفونت‌های ادراری، سوء تغذیه در کودکان و زنان و درد مفاصل نیز در تمام فصول سال در این منطقه شایع است.

## افراد مشهور
- عزیز طغیان، مترجم و یکی از فعالان جریان چپ در افغانستان
- جنرال مرادعلی مراد، فرمانده پیاده‌نظام ارتش ملی افغانستان
- حسن عبداللهی وزیر شهرسازی
- قربان کوهستانی نماینده مجلس
- نادر شاه بحر، نماینده مجلس
- رقیه نایل، نماینده مجلس
- حیدرعلی اعتمادی، رئیس فراکسیون حزب وحدت
- جعفر مهدوی، نماینده مجلس و رهبر حزب ملت افغانستان
- اسد بودا، انسان‌شناس و نویسنده
- زهرا حسین‌زاده، شاعر
- علی عالمی کرمانی، استاد دانشگاه، نویسنده و مترجم
- حسین جویا، استاد دانشگاه کابل و عضو آکادمی علوم افغانستان
- فاطمه کوهستانی، وکیل فعال در مجلس نمایندگان
- سید عبدالحمید سجادی، عضو شورای منشور وحدت،